# Aotus nancymai
Aotus nancymai is een zoogdier uit de familie van de nachtaapjes (Aotidae). De wetenschappelijke naam van de soort werd voor het eerst geldig gepubliceerd door Philip Hershkovitz in 1983.

## Voorkomen
De soort komt voor in Peru en Brazilië.